# ترانه ۱۹۳۶ برادوی
ترانه ۱۹۳۶ برادوی (به انگلیسی: Broadway Melody of 1936) فیلمی ۱۰۱ دقیقه‌ای به کارگردانی روی دل روت با بازی جک بنی است.